# As Cartas Portuguesas
As Cartas Portuguesas (Francês: Les Lettres Portugaises) é um romance epistolar publicado no século XVII.
Publicadas em francês no ano de 1669 pelo editor Claude Barbin, estão escritas como as cartas de amor de uma freira portuguesa, Sóror Mariana Alcoforado (1640–1723), de um convento da cidade lusitana de Beja, a um oficial francês. Sua autoria foi por muito tempo contestada, e continua o debate sobre se as cartas ali reunidas são da própria Mariana ou foram escritas ou modificadas por Gabriel de Guilleragues (Cf. F. C. Green, 1926; Leo Spitzer, 1953, 1961, 1962; Jacques Rougeot, 1961; Frédéric Deloffre, 1962.), um diplomata e jornalista francês, secretário do príncipe de Conti, e amigo de Madame de Sévigné, a Boileau, poeta e dramaturgo Jean Racine.

## Conteúdo
As Cartas Portuguesas consistem em cinco curtas cartas de amor. Nelas transparece um amor incondicional e exacerbado da jovem Mariana, que diz sofrer horrores com a distância do amado. Aos poucos as cartas vão perdendo o tom de esperança em se reencontrarem, que já era ínfimo, e vão tornando-se pedidos incessantes de notícias e correspondência equivalente. A solidão de Mariana, o seu sentimento de repressão, e a sua vontade de reter o amado ao seu lado são constantes. Ao que parece o oficial, chamado Noël Bouton de Chamilly, não correspondia igualmente: Mariana pede respostas maiores, mais afetuosas. Este amor total de Mariana Alcoforado é impregnado de todos os sentimentos que a transformariam numa autora romântica, mas a sua pequena obra encontra-se, geralmente, classificada entre os autores barrocos meramente por esse ser o estilo da época em que vivia.

## Intertextualidade
As Cartas Portuguesas foi revisitada, em 1972, por três escritoras portuguesas, sob o título de Novas Cartas Portuguesas (1972). A obra, que manifestava uma aberta oposição aos valores femininos tradicionais e ao fascismo do regime salazarista, levou as suas três autoras — as denominadas 3 Marias: Maria Velho da Costa, Maria Teresa Horta e Maria Isabel Barreno — a severas sanções que seriam interrompidas pela mudança de regime a partir da Revolução de 25 de Abril de 1974.

## Adaptações
Devido ao seu forte lirismo e grande pesar emocional, são constantes as adaptações para o teatro. Entre muitas, no Brasil, podemos destacar as adaptações realizadas por Cristina Dantas, na Bahia; e pelo Teatro Curupira, dirigido pelo Ronaldo Ventura, com atuação de Erica Rabelo, em São Bernardo do Campo - SP.
O compositor João Guilherme Ripper adaptou As Cartas Portuguesas em forma de ópera, apresentada pela primeira vez no dia 28 de agosto de 2020, protagonizada pela soprano Camila Titinger e realizada pela Orquestra Sinfônica do Estado de São Paulo.